# Per Karl Hjalmar Dusén
Per Karl Hjalmar Dusén (Vimmerby, 4 agosto 1855 – Tranås, 1926) è stato un ingegnere, esploratore e botanico svedese.
Fece delle spedizioni botaniche in Africa, Groenlandia e in Sud America. Durante le sue spedizioni in Groenlandia, visitò l'isola di Disko per catalogare la varietà di piante da fiore, equisetum e felci.
Tra il 1890 e il 1892, Dusén raccolse quasi 560 fossili di foglie in basalto, trovati nei pressi del Monte Camerun sulla costa occidentale del Camerun. Più tardi, questi fossili sono stati studiati dal paleobotanico tedesco Paul J. Menzel (1864-1927).
I suoi esemplari botanici si trovano nel Giardino Botanico di New York, acquisiti quando i proprietari di questo giardino acquistò il suo erbario presso l'Università di Princeton nel 1945.

## Taxa
- (Acanthaceae) Acanthus dusenii C.B.Clarke
- (Acanthaceae) Justicia dusenii (Lindau) Wassh. & L.B.Sm. in Reitz
- (Anacardiaceae) Trichoscypha dusenii Engl.
- (Annonaceae) Guatteria dusenii R.E.Fr.
- (Apiaceae) Azorella dusenii H.Wolff
- (Apiaceae) Centella dusenii Nannf.
- (Apiaceae) Trachymene dusenii (Domin) B.L.Burtt
- (Aspleniaceae) Asplenium dusenii Luerss.